# (100829) 1998 HW8
(100829) 1998 HW8 es un asteroide perteneciente al cinturón de asteroides, región del sistema solar que se encuentra entre las órbitas de Marte y Júpiter, descubierto el 17 de abril de 1998 por el equipo del Spacewatch desde el Observatorio Nacional de Kitt Peak, Arizona, Estados Unidos.

## Designación y nombre
Designado provisionalmente como 1998 HW8. 

## Características orbitales
1998 HW8 está situado a una distancia media del Sol de 2,313 ua, pudiendo alejarse hasta 2,410 ua y acercarse hasta 2,215 ua. Su excentricidad es 0,042 y la inclinación orbital 5,276 grados. Emplea 1285,15 días en completar una órbita alrededor del Sol.

## Características físicas
La magnitud absoluta de 1998 HW8 es 16,6. 